# أوحدي المراغي
أوحدي المراغي (673 - 738 هـ) هو شاعر ومتصوف من أهل مراغة.
هو أوحد الدين، وقيل ركن الدين بن حسين المراغي الاصفهاني، المتلقّب في شعره بأوحدي. ولد في مراغة سنة 673 هـ ، ثم سكن اصفهان و كان من مريدي أوحد الدين الكرماني (ت. 634 هـ). عاصر ارغون خان المغولي، والسلطان أبو سعيد المغولي، والسلطان محمد خدابنده، وحظي لديهم. توفي في مراغة سنة 738 هـ ، وقيل سنة 737 هـ و قبره معروف يزار.
من آثاره: ديوان شعر، وله من المثنويات «ده نامه» و «جام جم».